# Radožda
Radožda (mazedonisch Радожда; albanisch definit Radozhda, indefinit Radozhdë, oder auch Rodohozhda bzw. Rodohozhdë) ist ein Ort am Ohridsee im Südwesten Nordmazedoniens, rund zehn Kilometer südwestlich der Gemeindehauptstadt Struga entfernt. Nur zwei Kilometer südlich läuft die albanische Grenze.
Das Fischerdorf wird erstmals 1583 in einem osmanischen Dokument erwähnt.
Das Dorf hatte laut der letzten Volkszählung (2021) 710 Einwohner. Ethnisch gesehen waren 689 davon Mazedonier, welche sich fast ausnahmslos zum orthodoxen Christentum bekennen.
| Volkszählung | 1921 | 1948 | 1953 | 1961 | 1971 | 1981 | 1991 1 | 1994 | 2002 | 2021 |
| ------------ | ---- | ---- | ---- | ---- | ---- | ---- | ------ | ---- | ---- | ---- |
| Einwohner    | 659  | 809  | 755  | 866  | 777  | 858  | 840    | 849  | 808  | 710  |

Nachbardörfer sind im Norden Kališta (ca. fünf Kilometer Luftlinie Entfernung), im Nordwesten Mali Vlaj (ca. zwei Kilometer) und im Süden in Albanien das Dörflein Lin (ca. vier Kilometer).
Die Bevölkerung beschäftigt sich mehrheitlich mit der Landwirtschaft, Viehzucht, dem Weinbau und vor allem der Fischerei. Sie ist heute jedoch sehr überaltert, da viele junge Leute wegen Arbeits- und Perspektivlosigkeit das Dorf verlassen haben.